# Gagrellula luteipalpis
Gagrellula luteipalpis is een hooiwagen uit de familie Sclerosomatidae.